# Ishida Masatsugu
Pour les articles homonymes, voir Ishida.
Ishida Masatsugu est un nom japonais traditionnel ; le nom de famille (ou le nom d'école), Ishida, précède donc le prénom (ou le nom d'artiste).
Ishida Masatsugu (石田 正継, ?-23 octobre 1600) est un samouraï de la fin de la période Sengoku au service du clan Azai et qui occupe le château d'Ichida dans la province d'Ōmi. Fils d'Ishida Seishin, il est le père d'Ishida Mitsunari. Après la bataille de Sekigahara en 1600, lui et son autre fils, Masazumi, se suicident au château de Sawayama de Mitsunari dans la province d'Ōmi.

## Source de la traduction
- (en) Cet article est partiellement ou en totalité issu de l’article de Wikipédia en anglais intitulé « Ishida Masatsugu » (voir la liste des auteurs).